# 博喬電鰩
博喬電鰩（學名：Torpedo bauchotae），又稱博喬電鱝，為軟骨魚綱電鰩目電鰩科電鰩屬的一種，被IUCN列為瀕危保育類動物。分布於東大西洋塞內加爾至剛果諾亞港海域，深度可達60公尺，本魚具胸鰭盤呈圓形，寬度大於長度，寬度比長度大約1.4到1.6倍，背鰭2個，呈圓形，背面兩側暗黃色或紅赭色有較深色的與淡色的斑點, 腹面側邊是均勻的紅白色，體長可達14.5公分，棲息在沙泥底質海域，為底棲性魚類，屬肉食性，體具有發電器官，可能用來防禦或捕食，卵胎生，生活習性不明。